# Língua bekati
Bekati (Bekatiq, Bakati) é uma língua Bidayuh-Dayak falada por cerca de 4 mil pessoas em Bornéo. É membro das do ramo  Land Dayak das Línguas malaio-polinésias. 
É falada por cerca de 4.000 pessoas no noroeste da província de Calimantã Ocidental, no oeste da ilha de Bornéu, no norte da Indonésia. Em particular, é falada nos distritos de Ledo, Sanggau Ledo, Teriak e Bengkayang na Regência de Bengkayang, e na Regência do Distrito de Subah em Calimantã. Também há falantes de Bakati nas regências Sambas, Landak, Kubu Raya e Ketapang. 

## Nomes
Bakati também é conhecida como Bekatiq, Bakati, Bakati Nyam, Bakati Riok, Bakatiq ou Bekati

## Dialetos
Os dialetos incluem:
- Moro Betung falado no distrito de Menyuke da regência de Landak
- Ambawang falado na Regência Kubu Raya;
- Sahan falado no distrito de Sanggau
- Ledo da regência de Bengkayang
- Rodaya no distrito de Ledo e vila de Bani Amas na regência de Bengkayang.

## Escrita
alfabeto latino sem F, Q, X, Z usam-se as fprmas Ng, Ny.

## Amostra de textos
•	Irki puutn dietn ka rabet ramin diah. Há uma árvore durian atrás desta casa.
•	Adse bokan-main basontok, katik abak mayer otakang. Ele é tão pobre que não consegue pagar suas dívidas.
•	Obet tanem supaya katik katn naa neneh. Obet está se escondendo para garantir que ninguém o veja.
•	Martinus katik baongkos ure ka Singkawwang. Martinus não tem dinheiro para retornar a Singkawang.
•	Toak ade katik kaye ogak. O tio dele também não é rico. 